# Championnats d'Europe de patinage artistique 1976
Navigation
Édition précédente Édition suivante
Les championnats d'Europe de patinage artistique 1976 ont lieu du 13 au 18 janvier 1976 à la patinoire des Vernets de Genève en Suisse.
Les soviétiques Lioudmila Pakhomova et Alexandr Gorshkov remportent leur 6e titre européen de danse sur glace, record qui n'a jamais été égalé jusqu'à présent.

## Qualifications
Les patineurs sont éligibles à l'épreuve s'ils représentent une nation européenne membre de l'Union internationale de patinage (International Skating Union en anglais). Les fédérations nationales sélectionnent leurs patineurs en fonction de leurs propres critères.
Sur la base des résultats des championnats d'Europe 1975, l'Union internationale de patinage autorise chaque pays à avoir de une à trois inscriptions par discipline. 

## Podiums
| Épreuves                            | Or                                       | Argent                             | Bronze                                    |
| ----------------------------------- | ---------------------------------------- | ---------------------------------- | ----------------------------------------- |
| Messieurs résultats détaillés       | John Curry                               | Vladimir Kovalev                   | Jan Hoffmann                              |
| Dames résultats détaillés           | Dianne de Leeuw                          | Anett Pötzsch                      | Christine Errath                          |
| Couples résultats détaillés         | Irina Rodnina / Aleksandr Zaïtsev        | Romy Kermer / Rolf Österreich      | Irina Vorobieva / Aleksandr Vlasov        |
| Danse sur glace résultats détaillés | Lioudmila Pakhomova / Alexander Gorshkov | Irina Moïsseïeva / Andrei Minenkov | Natalia Linitchouk / Guennadi Karponossov |

## Tableau des médailles
| Rang  | Nation             | Or | Argent | Bronze | Total |
| ----- | ------------------ | -- | ------ | ------ | ----- |
| 1     | Union soviétique   | 2  | 2      | 2      | 6     |
| 2     | Pays-Bas           | 1  | 0      | 0      | 1     |
| 2     | Royaume-Uni        | 1  | 0      | 0      | 1     |
| 4     | Allemagne de l'Est | 0  | 2      | 2      | 4     |
| Total | Total              | 4  | 4      | 4      | 12    |

## Détails des compétitions

### Messieurs
| Rang | Nom                    | Nation               | Places | Points | Fig. impo. | Prog. court | Prog. libre |
| ---- | ---------------------- | -------------------- | ------ | ------ | ---------- | ----------- | ----------- |
| 1    | John Curry             | Royaume-Uni          |        |        |            |             |             |
| 2    | Vladimir Kovalev       | Union soviétique     |        |        |            |             |             |
| 3    | Jan Hoffmann           | Allemagne de l'Est   |        |        |            |             |             |
| 4    | Yuri Ovtchinnikov      | Union soviétique     |        |        |            |             |             |
| 5    | Sergueï Volkov         | Union soviétique     |        |        |            |             |             |
| 6    | Robin Cousins          | Royaume-Uni          |        |        |            |             |             |
| 7    | Zdeněk Pazdírek        | Tchécoslovaquie      |        |        |            |             |             |
| 8    | László Vajda           | Hongrie              |        |        |            |             |             |
| 9    | Pekka Leskinen         | Finlande             |        |        |            |             |             |
| 10   | Ronald Koppelent       | Autriche             |        |        |            |             |             |
| 11   | Mario Liebers          | Allemagne de l'Est   |        |        |            |             |             |
| 12   | Miroslav Šoška         | Tchécoslovaquie      |        |        |            |             |             |
| 13   | Jean-Christophe Simond | France               |        |        |            |             |             |
| 14   | Glyn Jones             | Royaume-Uni          |        |        |            |             |             |
| 15   | Grzegorz Głowania      | Pologne              |        |        |            |             |             |
| 16   | Gilles Beyer           | France               |        |        |            |             |             |
| 17   | Gerd-Walter Gräbner    | Allemagne de l'Ouest |        |        |            |             |             |
| 18   | Gerhard Hubmann        | Autriche             |        |        |            |             |             |
| 19   | Rolando Bragaglia      | Italie               |        |        |            |             |             |
| 20   | Paul Cechmanek         | Luxembourg           |        |        |            |             |             |
| 21   | Martin Sochor          | Suisse               |        |        |            |             |             |
| 22   | Matjaž Krušec          | Yougoslavie          |        |        |            |             |             |
| 23   | Flemming Soderquist    | Danemark             |        |        |            |             |             |

### Dames
| Rang    | Nom                       | Nation               | Places | Points | Fig. impo. | Prog. court | Prog. libre |
| ------- | ------------------------- | -------------------- | ------ | ------ | ---------- | ----------- | ----------- |
| 1       | Dianne de Leeuw           | Pays-Bas             |        |        |            |             |             |
| 2       | Anett Pötzsch             | Allemagne de l'Est   |        |        |            |             |             |
| 3       | Christine Errath          | Allemagne de l'Est   |        |        |            |             |             |
| 4       | Isabel de Navarre         | Allemagne de l'Ouest |        |        |            |             |             |
| 5       | Susanna Driano            | Italie               |        |        |            |             |             |
| 6       | Dagmar Lurz               | Allemagne de l'Ouest |        |        |            |             |             |
| 7       | Danielle Rieder           | Suisse               |        |        |            |             |             |
| 8       | Elena Vodorezova          | Union soviétique     |        |        |            |             |             |
| 9       | Gerti Schanderl           | Allemagne de l'Ouest |        |        |            |             |             |
| 10      | Karena Richardson         | Royaume-Uni          |        |        |            |             |             |
| 11      | Grażyna Dudek             | Pologne              |        |        |            |             |             |
| 12      | Hana Knapová              | Tchécoslovaquie      |        |        |            |             |             |
| 13      | Claudia Kristofics-Binder | Autriche             |        |        |            |             |             |
| 14      | Lotta Crispin             | Suède                |        |        |            |             |             |
| 15      | Evi Kopfli                | Suisse               |        |        |            |             |             |
| 16      | Marie-Claude Bierre       | France               |        |        |            |             |             |
| 17      | Niina Kyottinen           | Finlande             |        |        |            |             |             |
| 18      | Anne-Marie Verlaan        | Pays-Bas             |        |        |            |             |             |
| 19      | Katja Seretti             | Italie               |        |        |            |             |             |
| 20      | Sophie Verlaan            | Pays-Bas             |        |        |            |             |             |
| 21      | Maja Zupancic             | Yougoslavie          |        |        |            |             |             |
| 22      | Bente Larsen              | Norvège              |        |        |            |             |             |
| Abandon | Marion Weber              | Allemagne de l'Est   |        |        |            |             |             |

### Couples
| Rang | Nom                                    | Nation               | Places | Points | Prog. court | Prog. libre |
| ---- | -------------------------------------- | -------------------- | ------ | ------ | ----------- | ----------- |
| 1    | Irina Rodnina / Aleksandr Zaïtsev      | Union soviétique     |        |        |             |             |
| 2    | Romy Kermer / Rolf Österreich          | Allemagne de l'Est   |        |        |             |             |
| 3    | Irina Vorobieva / Aleksandr Vlasov     | Union soviétique     |        |        |             |             |
| 4    | Manuela Groß / Uwe Kagelmann           | Allemagne de l'Est   |        |        |             |             |
| 5    | Karin Künzle / Christian Künzle        | Suisse               |        |        |             |             |
| 6    | Kerstin Stolfig / Veit Kempe           | Allemagne de l'Est   |        |        |             |             |
| 7    | Marina Leonidova / Vladimir Bogolyubov | Union soviétique     |        |        |             |             |
| 8    | Corinna Halke / Eberhard Rausch        | Allemagne de l'Ouest |        |        |             |             |
| 9    | Ursula Nemec / Michael Nemec           | Autriche             |        |        |             |             |
| 10   | Gabriele Beck / Jochen Stahl           | Allemagne de l'Ouest |        |        |             |             |
| 11   | Erika Taylforth / Colin Taylforth      | Royaume-Uni          |        |        |             |             |
| 12   | Ingrid Spieglová / Alan Spiegl         | Tchécoslovaquie      |        |        |             |             |
| 13   | Gabriele Arco / Nikolaus Stephan       | Autriche             |        |        |             |             |

### Danse sur glace
| Rang | Nom                                       | Nation               | Places | Points | Danses imposées | Danse libre |
| ---- | ----------------------------------------- | -------------------- | ------ | ------ | --------------- | ----------- |
| 1    | Lioudmila Pakhomova / Aleksandr Gorchkov  | Union soviétique     |        |        |                 |             |
| 2    | Irina Moïsseïeva / Andrei Minenkov        | Union soviétique     |        |        |                 |             |
| 3    | Natalia Linitchouk / Guennadi Karponossov | Union soviétique     |        |        |                 |             |
| 4    | Krisztina Regőczy / András Sallay         | Hongrie              |        |        |                 |             |
| 5    | Hilary Green / Glyn Watts                 | Royaume-Uni          |        |        |                 |             |
| 6    | Matilde Ciccia / Lamberto Ceserani        | Italie               |        |        |                 |             |
| 7    | Teresa Weyna / Piotr Bojańczyk            | Pologne              |        |        |                 |             |
| 8    | Janet Thompson / Warren Maxwell           | Royaume-Uni          |        |        |                 |             |
| 9    | Eva Peštová / Jiří Pokorný                | Tchécoslovaquie      |        |        |                 |             |
| 10   | Kay Barsdell / Kenneth Foster             | Royaume-Uni          |        |        |                 |             |
| 11   | Susi Handschmann / Peter Handschmann      | Autriche             |        |        |                 |             |
| 12   | Stefania Bertele / Walter Cecconi         | Italie               |        |        |                 |             |
| 13   | Marie-Joëlle Michel / Frédéric Gardin     | France               |        |        |                 |             |
| 14   | Isabella Rizzi / Luigi Freroni            | Italie               |        |        |                 |             |
| 15   | Ewa Kołodziej / Tadeusz Góra              | Pologne              |        |        |                 |             |
| 16   | Christina Henke / Udo Dönsdorf            | Allemagne de l'Ouest |        |        |                 |             |
| 17   | Gerda Bühler / Maxime Erlanger            | Suisse               |        |        |                 |             |